# Nigata minamatska bolezen
Nigata minamatska bolezen je bolezen zaradi zastrupitve z organskimi spojinami živega srebra. Zaradi identičnih simptomov prvotnega izbruha minamatske bolezni v Kumamoto prefekturi je bil drugi izbruh v prefekturi Nigata potrjen z enakim imenom leta 1965. Bolezen je povzročila hudo zastrupitev z živim srebrom. Vir zastrupitve je bilo metilirano živo srebro sproščeno v okolje z industrijsko odpadno vodo iz kemične tovarne Showa Electrical Company v naselju Kanose. Ta zelo strupena spojina se je nepredelana iztekala  v reko Agano, kjer se je kopičila po prehranski verigi organizmov navzgor in tako kontaminirala ribe, ki so jih jedli lokalni prebivalci. Povzročila je simptome, vključno z ataksijo, omrtvelostjo v rokah in nogah, splošno oslabelost mišic, zoženja vidnega polja in poškodbe sluha in govora. 
690 ljudi iz Agano porečja je bilo uradno priznanih za bolnike z Nigata minamatsko boleznijo. 
Ker je bil Nigata izbruh drugi po vrsti zabeležen na Japonskem in se je pojavil v spodnjem delu porečja reke Agano, ga včasih poimenujejo druga minamatska bolezen ali zastrupitev z organskim živim srebrom ob reki Agano. To je ena od štirih velikih bolezni onesnaževanja na Japonskem.

## Zgodovina

### Odkritje
Drugi izbruh minamatske bolezni v prefekturi Nigata so odkrili na zelo podoben način kot prvotni izbruh v prefekturi Kumamoto. Od jeseni 1964 do pomladi 1965 so mačke, ki so živele ob bregovih reke Agano, ponorele in umrle : " ... ena mačka je zašla v majhen glinen štedilnik z gorečim ogljem.  Njene oči so bile razširjene , med slinjenjem, krči  in čudnimi kriki je mačka izdahnila". Ti čudni simptomi so se sčasoma začeli pojavljati tudi pri ljudeh . Profesor Tadao Tsubaki z univerze Nigata je preučil dva bolnika v aprilu in maju 1965 in posumil na minamatsko bolezen. Raven živega srebra  v laseh enega od bolnikov  je bila 390 ppm.  O izbruhu zastrupitve z organskim živim srebrom v porečju reke Agano je poročal  oblastem v  prefekturi  31. maja in svoje ugotovitve predstavil javnosti 12. junija . 

### Preiskava
V  letih 1965 in 1966 so raziskovalci iz raziskovalne skupine univerze Kumamoto  ( vzpostavljene za preiskavo prvotnega izbruha ) in dr Hajime HOSOKAWA (nekdanji predstojnik bolnišnice Chisso  ) prinesli svoje bogate izkušnje iz Minamata in jih uporabili pri Nigata izbruhu. Mnoge lekcije pridobljene iz Minamata so omogočile, da je preiskava o vzrokih izbruha potekala veliko bolj gladko kot v Minamata. Oblast v prefekturi, univerza  Nigata, državljanske organizacije in vsi lokalni ljudje so delali skupaj, da bi odkrili vzrok.  V marcu 1966 je bilo poročano, da je odpadna voda v obratu tovarne osumljena kot vir onesnaževanja, in v septembru istega leta je ministrstvo za zdravje objavilo, da je odkrito metilirano živo srebro v mahu na izhodu iz tovarne Showa Denko v naselju Kanose .

### Odziv družbe Showa Denko
Družba Showa Denko se je odzvala na izbruh Nigata minamatske bolezni na podoben način kot se je tovarna Chisso odzvala v Minamata. Poskušali so diskreditirati raziskovalce in predlagali tudi svojo teorijo. Družba je izdala brošure z informacijami, ki so njihove odpadne vode zavračale kot vzrok bolezni in predlagale, da bi lahko bil vzrok vstop " kemikalij iz kmetijskih odpadih vod"  v reko po potresu v Nigata leta 1964 .

### Tožba
Za razliko od svojih kolegov iz Minamata so žrtve onesnaženja iz tovarne Showa Denka živele zelo daleč in niso imele posebne povezave s tovarno. Rezultat tega je bil, da je lokalna skupnost veliko bolj podpirala skupine pacientov v tožbi vloženi zoper družbo marca 1968. Nigata tožba je bila vložena le tri leta po tem, ko je bil zbruh objavljen. Nasprotno je bila prva Minamata tožba vložena leta 1969, trinajst let po tem, ko je bil prvotni izbruh odkrit.

26. septembra 1968 je vlada objavila uradni sklep o vzroku Nigata minamatske bolezni . V poročilu je bilo navedeno , da čeprav so " okoliščine zastrupitve zelo zapletene in jih je težko poustvariti ", se je  živo srebro  verjetno  izpuščalo iz obrata Kanose v daljšem časovnem obdobju. Vendar pa poročilo ne izključuje drugih vzrokov in Masao Yasunishi predsednik družbe Showa Denko je vztrajal, da tovarna ni bila vzrok izbruha. 

Nigata tožba je bila na koncu uspešna in 29. septembra 1971 je sodišče ugotovilo, da je družba Showa Denko kriva zaradi malomarnosti. Družine umrlih in bolnikov s prirojeno boleznijo so prejele po 10 milijonov JPY, preživelim bolnikom je bilo dodeljeno med 1 milijonom in 10 milijoni JPY odvisno od simptomov, okuženim z živim srebrom po 400.000 JPY, in 300.000 JPY so prejele nosečnice, katerim  je bil svetovan splav zaradi nevarnosti, ki jo bolezen predstavlja za še nerojene otroke.

Družinski član umrlega bolnika je pričal na sodišču: "Moj oče je norel kot divja zver in nato umrl - izmučen, v bolečinah ... kot pes. "

Dogodki v Nigata so sprožili spremembe v odzivu na prvotni Minamata incident. Znanstvene raziskave izvedene v Nigata so prisilile v ponovno preučitev raziskav narejenih v Minamata in odločitev bolnikov iz Nigata, da toži podjetje, ki onesnažuje, je omogočila, da se lahko enaka rešitev upošteva tudi v primeru Minamata. Masazumi Harada je dejal: "Mogoče se sliši čudno ampak, če druga minamatska bolezen ne bi izbruhnila, zdravstveni in socialni napredek dosežen sedaj v Kumamoto ... ne bi bil mogoč."